# Anoplodactylus pycnosoma
Anoplodactylus pycnosoma är en havsspindelart som först beskrevs av Helfer, H. 1938.  Anoplodactylus pycnosoma ingår i släktet Anoplodactylus och familjen Phoxichilidiidae. Inga underarter finns listade i Catalogue of Life.